# Anthony Comstock

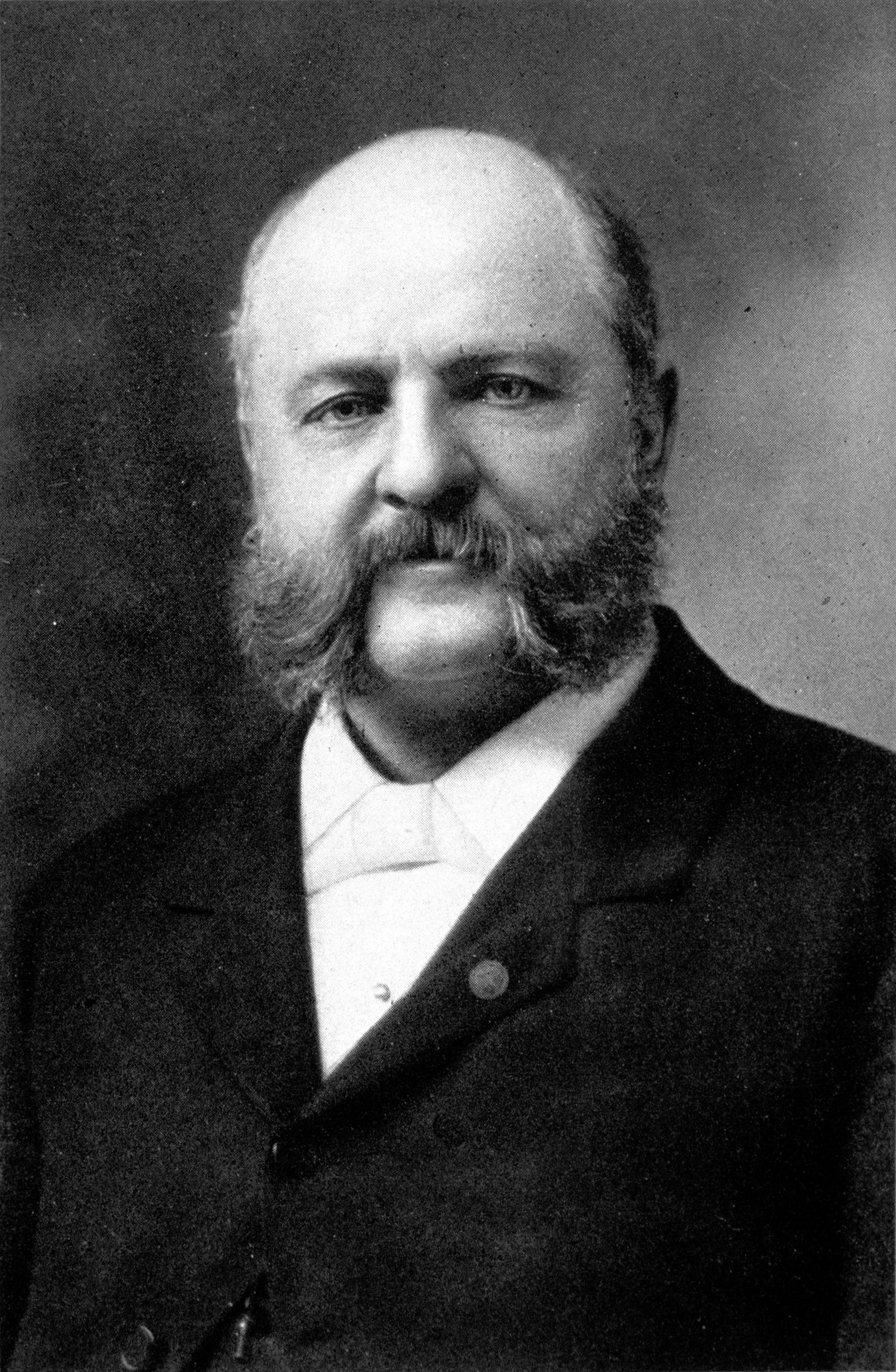
Anthony Comstock em 1913.

Anthony Comstock (New Canaan, 7 de março de 1844 – Nova Iorque, 21 de setembro de 1915) foi um inspetor e político norte-americano dedicado a ideias de moralidade vitoriana. Os termos "comstockery" e "comstockism" foram usados para designar sua extensa campanha para censurar materiais que considerava indecentes e obscenos, como informações de controle de natalidade. Comstock influenciou diretamente a criação das leis de Comstock, que proibiram o envio de materiais "obscenos, indecentes, e/ou lascivos" pelo correio.